# سكوفيا

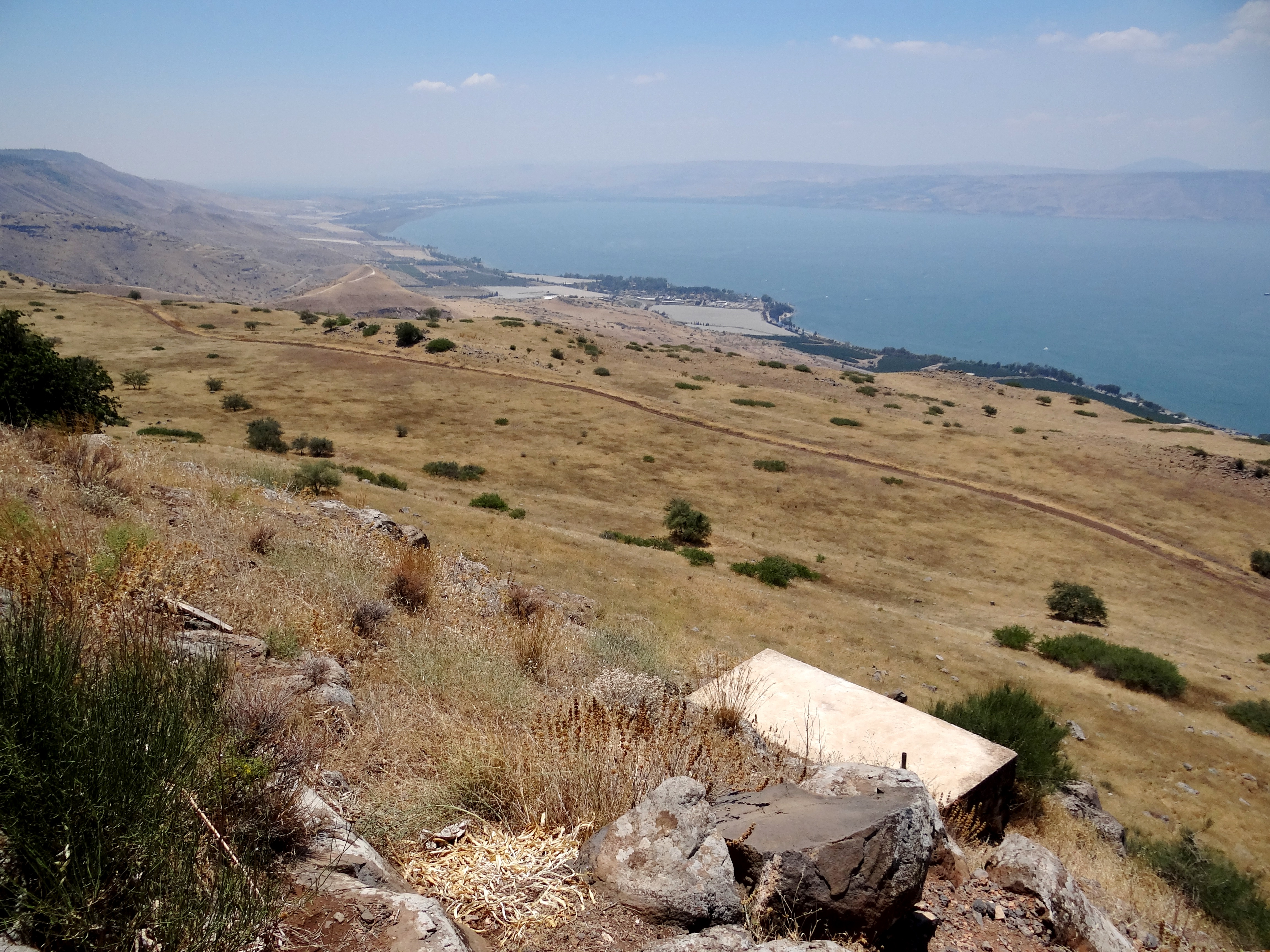
قرية سكوفيا في الجولان

سكوفيا هي إحدى القرى المحتلة والمدمرة التابعة لمركز فيق التابع لمحافظة القنيطرة في هضبة الجولان بجنوب غرب سوريا.
تقع قرية سكوفيا في القطاع الجنوبي من الجولان منطقة الزوية تبلغ مساحة القرية حوالي 7520 متر مربع. يحدها إلى الشمال وادي السمك ويحدها من الشرق قرية العال ومن الجنوب قرية فيق ومن الغرب قرية شكوم. وتتبع ناحية قرى مركز ومنطقة فيق، محافظة القنيطرة. (1524ن عام 1967- 398م). تقع على تل بركاني يطل على بحيرة طبرية، جنوب وادي السمك، وإلى الشمال من مدينة فيق -4 كم، إعمارها قديم لوجود آثار فيها من العهدين الروماني والبيزنطي، منها بقايا تيجان وأعمدة مغاور، واشتهرت بزراعة الحبوب والبقول زراعة بعلية، إلى جانب زراعة الزيتون واللوز والعنب والصبار، توجد فيها معصرة لاستخراج زيت الزيتون. يعد مشروع مياه قرية الجوخدار مصدر مياه الشرب فيها.